# Alfred Koller
Alfred Koller (* 1953) ist ein Schweizer Rechtswissenschaftler.

## Leben
Alfred Koller erwarb nach dem Gymnasialstudium (1965–1972) in Nuolen und Immensee 1972 die Matura Typus A, 1976 das Lizenziat der Rechtswissenschaft (Universität Fribourg), die Promotion 1980 zum Dr. iur. in Freiburg im Üechtland, 1981 das Anwaltspatent und 1985 die Habilitation für schweizerisches Privatrecht an der Universität Freiburg. Er war von 1988 bis 2018 Professor an der Universität St. Gallen.
Seine Forschungsschwerpunkte sind Obligationenrecht (insbesondere Vertragsrecht, Immobilienrecht, privates Baurecht) und Sachenrecht (z. B. Dienstbarkeitsrecht).

## Schriften (Auswahl)
- Das Nachbesserungsrecht im Werkvertrag. Zürich 1995, ISBN 3-7255-3328-8.
- Schweizerisches Werkvertragsrecht. Zürich 2015, ISBN 978-3-03751-737-6.
- OR AT. Schweizerisches Obligationenrecht Allgemeiner Teil. Bern 2017, ISBN 3-7272-3383-4.
- Der Grundstückkauf. Stämpfli, Bern 2017, ISBN 3-7272-3382-6.